# Cinabra
Cinabra is een geslacht van vlinders van de familie nachtpauwogen (Saturniidae), uit de onderfamilie Saturniinae.

## Soorten
- C. bracteata (Distant, 1897)
- C. hyperbius (Westwood, 1881)
- C. kitalei Bouvier, 1930